# Salt River Fields at Talking Stick
Salt River Fields at Talking Stick est un complexe sportif comprenant un stade de baseball situé sur la réserve Salt River Pima-Maricopa, près de Scottsdale en Arizona aux États-Unis.

## Histoire
L'endroit sert de complexe d'entraînement de printemps pour deux équipes des Ligues majeures de baseball, les Diamondbacks de l'Arizona et les Rockies du Colorado.
La construction a débuté le 17 novembre 2009. Le complexe fut inauguré le 11 février 2011 et le premier match de baseball y fut joué le 26 février suivant entre les Diamondbacks et les Rockies, ces derniers l'emportant 8-7 en 10 manches de jeu dans un match pré-saison présenté devant 12 514 spectateurs. Les lancers protocolaires furent effectués par Diane Enos et Martin Harvier, respectivement présidente et vice-président des nations Pima et Maricopa. Avec 7 000 sièges fixes et la possibilité de loger 4 000 personnes supplémentaires, la capacité du stade est officiellement de 11 000 spectateurs, ce qui fut dépassé lors de cette première partie ainsi que le 16 mars 2012 lorsqu'il accueillit un record de 12 599 fans de baseball.
Le complexe est composé de six terrains pour les deux équipes, ainsi que les commodités habituelles (vestiaires, bureaux, salles d'entraînement). Construit au coût de 100 millions de dollars, c'est le premier et seul site utilisé par les Ligues majeures de baseball à être bâti sur des terres autochtones.
Le 7 mars 2013, Salt River Fields at Talking Stick est l'hôte d'un match de la Classique mondiale de baseball entre le Mexique et l'Italie. Un second match prévu le lendemain entre l'Italie et le Canada dans le cadre de la même compétition est cependant déménagé à Chase Field, toujours en Arizona, en raison de la météo défavorable.